# Eckelberry's manakin
Eckelberry's manakin (Machaeropterus eckelberryi) is een zangvogel uit de familie Pipridae (manakins). Deze vogel is genoemd naar de Amerikaanse vogelschilder Donald R. Eckelberry (1921-2001).

## Verspreiding en leefgebied
Deze soort is endemisch in noordwestelijk Peru in de departementen San Martin en Loreto in dalen boven de 500 m boven zeeniveau.

## Status
De grootte van de populatie wordt geschat op 20.000-50.000 volwassen vogels. Op de Rode lijst van de IUCN heeft deze soort de status niet bedreigd.